# Norops rivalis
Norops rivalis este o specie de șopârle din genul Norops, familia Polychrotidae, descrisă de Williams 1984. Conform Catalogue of Life specia Norops rivalis nu are subspecii cunoscute.